# Real Tamale United Football Club
Real Tamale United Football Club é um clube de futebol da cidade de Tamale na Região Norte de Gana. A equipe competiu anteriormente na Ghana Division One League, depois de ser rebaixada para a segunda divisão na temporada 2013-14 da Ghana Football Leagues Division One League. Em 2021, RTU conseguiu o acesso de volta para o Campeonato Ganês de Futebol depois de vencer o Unity FC por 2 a 0 no último dia da Division One League Season.  Seu estádio tem capacidade de 21.000 lugares e é o Aliu Mahama Sports Stadium em Tamale. Eles se mudaram para seus terrenos atuais do Park Kaladan após a Copa das Nações Africanas de 2008.

## História
O clube foi fundado em 1976 pelo primeiro presidente Alhaji Adam H.

## Rivalidades
Real Tamale United tem rivalidades com Steadfast FC, Tamale City FC. Todos os três clubes estão localizados em Tamale, Gana, causando uma rivalidade interessante e feroz entre si.

## Títulos
- Ghana Telecom Gala (1): 1997–98
- GN Bank Division One League (1): 2015–16

## Elenco Atual
Nota: Bandeiras indicam equipe nacional, conforme definido pelas regras de elegibilidade da FIFA. Os jogadores podem ter mais de uma nacionalidade não-FIFA.
| N.º |      | Posição | Jogador              |
| --- | ---- | ------- | -------------------- |
|     | Gana | G       | Charles Kipo         |
|     | Gana | G       | Phillip Amoaku       |
|     | Gana | D       | Illiasu Shilla       |
|     | Gana | D       | Daniel Coleman       |
|     | Gana | D       | Karim Imoro          |
|     | Gana | D       | Abdul Salam Alhassan |
|     | Gana | D       | Fatau Owen           |
|     | Gana | D       | Nuredeem Wemah       |
|     | Gana | D       | Hannah Giwah         |
|     | Gana | D       | Mohammed Fatau       |
|     | Gana | M       | Abdul Salam          |
|     | Gana | M       | Toufiq Alolo         |
|     | Gana | M       | Gilbert Ayikade      |

| N.º |         | Posição | Jogador               |
| --- | ------- | ------- | --------------------- |
|     | Gana    | M       | Abdulai Gafaru        |
|     | Gana    | M       | Peter Yakubu          |
|     | Libéria | M       | Alhassan Weah         |
|     | Gana    | A       | Alhassan Salam        |
|     | Gana    | A       | Shilla Alhassan       |
|     | Gana    | A       | Kwame Asare           |
|     | Gana    | A       | Kwame Adjagba         |
|     | Gana    | A       | Ganiu Yahaya          |
|     | Gana    | A       | Patrick Monday Ogbole |
|     | Gana    | A       | Fatau Seidu           |
|     | Gana    | A       | Akwasi Soale          |
|     | Gana    | A       | Nasiru Ghani          |